# Christian Hentschel
Christian Hentschel (* 1967 in Ost-Berlin) ist ein deutscher Musikjournalist, Buchautor, Musikmanager und Labelbetreiber.

## Leben
Hentschel veröffentlichte  unter anderem Biografien über Keimzeit, City und die Puhdys. Außerdem verfasste er die Ratgeberbücher Musikerguide und Popstar in 100 Tagen. Im Jahr 2004 brachte er die Musikzeitschrift melodie&rhythmus als Verleger wieder heraus. Im Jahr 2007 gab Hentschel die Zeitschrift an den Eulenspiegel Verlag ab, bis 2008 war er Chefredakteur von melodie&rhythmus. Im Sommer 2015 startete Hentschel gemeinsam mit Christian K. L. Fischer die Print-Musikzeitschrift Schall. Auf dem Label dunefish veröffentlichte Hentschel Alben von Dirk Zöllner, Omega, Sandow, Volkmann und Keimzeit. Er war Manager der A-cappella-Formation muSix.
Hentschel lebt in Berlin und ist Vater von drei Kindern.

## Werke (Auswahl)
- Einmal wissen, dieses bleibt für immer. CITY. Das Buch. Rotbuch Verlag, Berlin 2022, ISBN 978-3-86789-210-0.
- Das jetzt wirklich allerletzte Ostrockbuch. Neues Leben, Berlin 2021, ISBN 978-3-355-01902-6.
- Das vermutlich allerletzte Ostrockbuch. Neues Leben, Berlin 2020, ISBN 978-3-355-01877-7.
- Als ich fortging … Das große DDR-Rock-Buch. Berlin 2007, ISBN 978-3355017336.
- Yeah! Yeah! Yeah!: City. Das Buch Neues Leben, Berlin 2007, ISBN 978-3-355-01734-3 (mit Peter Matzke).
- Keimzeit – Das Buch. Berlin 2005, ISBN 978-3896026385.
- Popstar in 100 Tagen: Tipps und Facts aus dem Musikbusiness. Schwarzkopf & Schwarzkopf, Berlin 2003, ISBN 3-89602-417-5.
- Du hast den Farbfilm vergessen … und andere Ostrockgeschichten. Schwarzkopf & Schwarzkopf, Berlin 2000, ISBN 3-89602-317-9.
- Der Musiker-Guide: Tips für Musiker vom ersten Konzert bis zum Plattenvertrag. Schwarzkopf & Schwarzkopf, Berlin 1999, ISBN 3-89602-314-4.